# عمر الأقطع
عمر بن عبد الله بن مروان السُلمي أو عمرو بن عبيد الله بن مروان
(249هـ الموافق 863م)، كان يلقب بالأقطع (أي «المقطوع اليد»)، ويعرف بأمير أو أمربوس (باليونانية: Ἄμερ أو Ἄμβρος) في المصادر البيزنطية. كان أميراً وقائداً عربياً، نصف مستقل، على ملطية من العام 830م وحتى وفاته في معركة لالاكيون في 3 سبتمبر 863م. خلال هذا الوقت كان من أكبر أعداء الإمبراطورية البيزنطية على حدودها الشرقية، وأصبح لاحقاً شخصية بارزة في الملاحم الأدبية التركية والعربية.

## سيرته
ينتمي عمر للجزء المقيم من قبيلة بني سليم في غرب الجزيرة الفراتية، وفي وقت الفتوحات الإسلامية لعب دوراً مهماً في شؤون ملطية وحدود الجزيرة الفراتية (الثغور أو الثغور الشامية والجزَرِية) مع الإمبراطورية البيزنطية، وكذلك الحدود القوقازية مع الخزر. لا يُعرف الكثير عن والده عبد الله أو عبيد الله لسوى أنه أيضاً كان أميراً على ملطية. وقد سلَّم في حوالي عام 810م قلعة كيماه ليُفرج عن ابنه الأسير لدى البيزنطيين.
أصبح عمر أميراً على ملطية حوالي 830م، وأول ظهوراً له في عام 838م في معركة عمورية التي شنها الخليفة العباسي المعتصم بالله (218هـ - 227هـ) انتقاماً من الإمبراطور البيزنطي توفيل بن ميخائيل الذي هاجم الثغور الإسلامية (الحدود) بما فيها ملطية في العام السابق للمعركة وقيامه بتدميرها وتهجير سكانها. خلال معركة عمورية شارك عمر ورجاله في النصر الإسلامي الكبير على توفيل بن ميخائيل نفسه في معركة انزن في يوليو 838م. في عام 840م قام بإيواء اللاجئين الناجين من البوليسيانس الفارين من الاضطهاد البيزنطي، وخصص لهم المنطقة المحيطة من قلاع تيفريك، عمارة، وأرجوان. حولها القائد البوليسيانسي كاربياس إلى إمارة منفصلة للبوليسيانس وتحالف مع عمر وأطلق حملات مستمرة ضد البيزنطيين إما بالاشتراك مع عمر الأقطع أو بشكل مستقل.
في سنة 844م شاركت قوات عُمر في غارة كبيرة ألحقت هزيمة كبيرة على جيش بقيادة كبير الوزراء البيزنطي ثيوكتيستوس في معركة موروبوتاموس. في أواخر عام 840م شارك في حرب ضد مجاويره الأرمن من أسرة سكليروس الذين هزموا أخيراً بعد صراع دموي طويل.

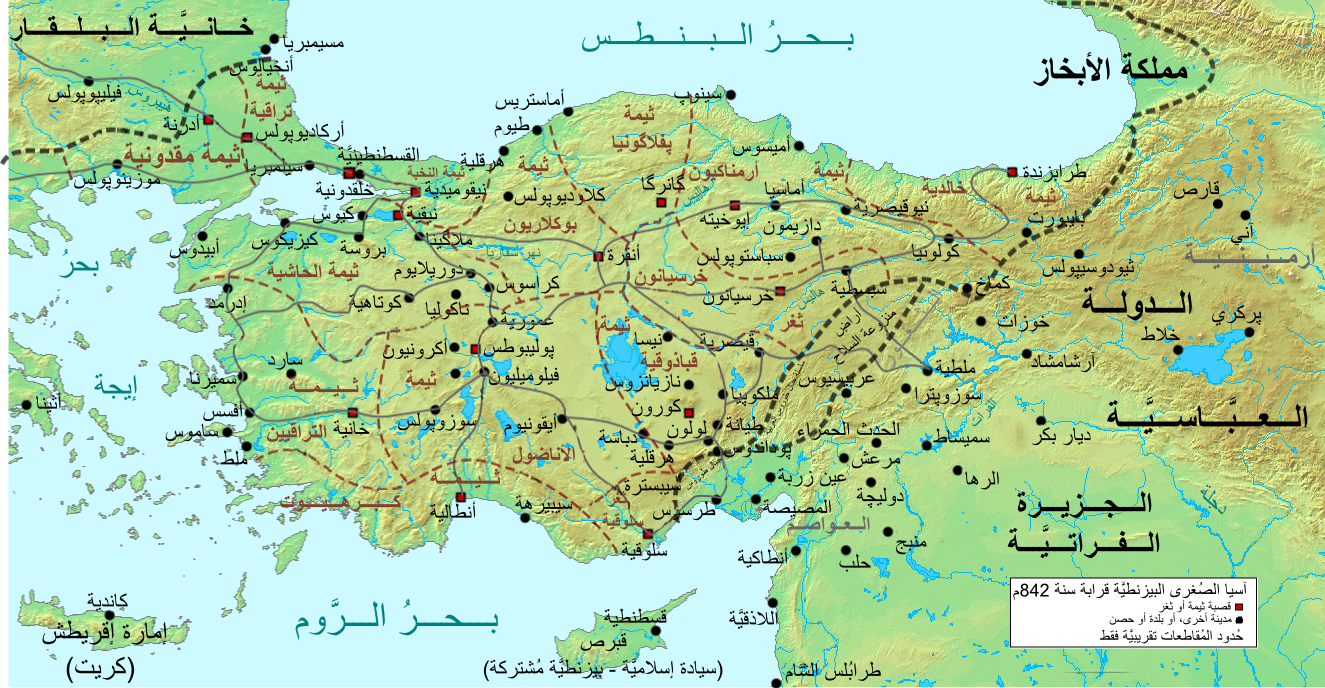
خريطة لآسيا الصغرى البيزنطية، وحدود الحروب الإسلامية البيزنطية في زمن عُمر الأقطع.

في سنة 850م هُزم عُمر في الحملة التي قادها الإمبراطور البيزنطي السكير ميخائيل الثالث (842م – 867م) ضد سميساط، ونفذ عدداً من الغارات الناجحة إلى بيزنطة اجتاحت واحدة منها مقاطعة ثيمة البيزنطية من ثراسيسيان وأوبسيكيون ووصلت إلى قاعدة معسكر الجيش البيزنطي مالاجينا في بيثينيا. وكان غير قادر على وقف الحملة الانتقامية التي بدأت عام 856م من قبل بتروناس ضد ملطية وتيفريك التي داهمت كل طرق أميدا، وأسرت الكثير قبل أن يعودوا إلى ديارهم.
في عام 860م إلى جانب كاربياس، شن عُمر غارات كبيرة على الأناضول وصلت إلى ميناء سينوب في البحر الأسود، رجع بأكثر من 12,000 رأس من الماشية. وبعد ثلاث سنوات، كان ضمن قوة عباسية كبيرة غزت الأناضول من خلال بوابات سيليسيان. بعد انفصال القوة الرئيسة وصد الجيش البيزنطي بقيادة الإمبراطور ميخائيل الثالث في مرج الأسقف في كبادوكيا، اتجه عُمر شمالاً مع رجاله لعزل ميناء مدينة سامسون. وعند رجوعه أحاطت به القوات البيزنطية وقتل في معركة لالاكيون في 3 سبتمبر 863م. قسم صغير من جيشه هرب تحت قيادة ابنه، ولكن لاحقاً هزم وأُسر من قبل قائد منطقة تشارسيانون. وفقاً لمحمد بن جرير الطبري أنه عندما وصل خبر وفاة عمر بجانب القائد الشهير علي بن يحيى الأرمني أثيرت أعمال شغب بين العامة في بغداد وسامراء وغيرهما من المدن احتجاجاً على الحكومة العباسية.
في الواقع موت عمر كان علامة على نهاية ملاطية كتهديد عسكري على البيزنطيين، على الرغم من أن المدينة بقت بأيدي المسلمين سبعين سنة أخرى. خلف عُمر ابنه أبو عبد الله، وحفيده أبو حفص الذي اضطر لتسليم المدينة للقائد البيزنطي يوحنا كوركواس في عام 934م.
يقول المسعودي في كتابه مروج الذهب: «وكانت وفاة عمرو بن عبيد الله الأقطع، وعلي بن يحيى الأرمني في سنة واحدة، استشهدا جميعا، وذلك في سنة تسع وأربعين ومائتين في خلافة المستعين بالله. وقد كان عمرو بن عبيد الله غازيا في تلك السنة في الملطيين، فلقي ملك الروم في خمسين ألفا، فصبر الفريقان جميعا، فاستشهد عمرو بن جميد الله ومن كان معه من المسلمين إلا اليسير، وذلك يوم الجمعة للنصف من رجب من هذه السنة.»

## التراث الثقافي
مثل العديد من الشخصيات في الحروب الإسلامية البيزنطية، أعتبر عمر أسطورة لدى العرب والبيزنطيين. في الرواية الملحمية العربية (سيرة ذات الهمة والبطّال) أو ذلهمه هو شخصية رئيسية، وإن كان قد تضاءل دوره وغالباً ما يظهر شريراً بسبب تحيز الحكاية لصالح منافسي بني سليم (قبيلة عمر)، بنو كلاب، الذين قدموا معظم الشخصيات البطولية. وتبدو التقاليد المتعلقة بعمر متأثرة بقصة تدور حول عمر بن النعمان وأبنائه المدرجة في ألف ليلة وليلة، بينما يتميز عمر في ملحمة أدبية تركية في وقت لاحق التي تتمحور حول شخيصة بطّال غازي المستوحاة من حياة الأموي عبد الله البطال الذي هو أحد أبطال «ذات الهمة».
في الأدب البيزنطي يعتبر عمر نموذج محتمل لأمير أمبرون، جد البطل في قصيدة ديجينيس أكريتاس الملحمية، في حين أن الباحث اليوناني ج.فيلوديس اقترحه أن يكون البطل الأصلي لأغنية أرموريس. الباحث الألماني هانز جورج وجد أن هذا التحديد غير مرجح، ولكن يشير إلى المرجع قائد عربي «مسلح وصغير» في نفس الحكاية، التي قد تعكس التقاليد الشعبية في عمر. سجل العالم المسعودي في كتابه مروج الذهب في القرن العاشر الميلادي أن عمراً من «مشاهير المسلمين» الذين عرضت صورهم في الكنائس البيزنطية اعترافاً وتقديراً لبسالته وشجاعته. يقول المسعودي في كتابه «وأخبرني بعض الروم - ممن كمان قد أسلم وحبسن إسلامه - أن الروم صورت عشرة أنفس في بعض كنائسها من أهل البأس والنجدة والمكايد في النصرانية والحيلة من المسلمين: منهم الرجل الذي بعث به معاوية حين احتال على البطريق فأسره من القسطنطينية، فأقاد منه بالضرب ورده إلى القسطنطينية؛ وعبد الله البطال، وعمرو بن عبد الله، وعلي بن يحيى الأرمني...»

## المصارد
- Beck, Hans Georg (1971). Geschichte der byzantinischen Volksliteratur (بالألمانية). Munich: C.H. Beck. Archived from the original on 2014-01-02. {{استشهاد بكتاب}}: تجاهل المحلل الوسيط |الرقم المعياري= لأنه غير معروف، ويقترح استخدام |ردمك= (help)
- Canard, Marius (1961). "Les principaux personnages du roman de chevalerie arabe Ḏāt al-Himma wa-l-Baṭṭāl". Arabica. Journal of Arabic and Islamic studies (بالفرنسية). 8: 158–173. ISSN:0570-5398. Archived from the original on 2016-03-04.
- Dedes، Georgios (1996). The Battalname, an Ottoman Turkish Frontier Epic Wondertale: Introduction, Turkish Transcription, English Translation and Commentary (PDF). Sources of Oriental Languages and Literatures. Cambridge, MA: Harvard University, Department of Near Eastern languages and Literatures. مؤرشف من الأصل (PDF) في 2016-03-03.
- Hollingsworth، Paul A. (1991). "'Umar". في Kazhdan، Alexander (المحرر). قاموس أكسفورد لبيزنطة. New York and Oxford: Oxford University Press. ص. 2139–2140. ISBN:978-0-19-504652-6.
- Honigmann، E. (1987). "Malaṭya". في Houtsma، Martijn Theodoor (المحرر). E.J. Brill's first encyclopaedia of Islam, 1913–1936, Volume V: L–Moriscos. Leiden: BRILL. ص. 192–197. ISBN:978-90-04-08265-6. مؤرشف من الأصل في 2014-04-23.
- Lilie, Ralph-Johannes; Ludwig, Claudia; Zielke, Beate; Pratsch, Thomas, eds. (2013). "Prosopographie der mittelbyzantinischen Zeit Online". Prosopographie der mittelbyzantinischen Zeit Online. Berlin-Brandenburgische Akademie der Wissenschaften. Nach Vorarbeiten F. Winkelmanns erstellt (بالألمانية). De Gruyter. Archived from the original on 2020-05-08. Retrieved 2020-06-04. {{استشهاد بموسوعة}}: الوسيط |إظهار المحررين=4 غير صالح (help)
- Saliba، George، المحرر (1985). The History of al-Ṭabarī, Volume XXXV: The Crisis of the ʿAbbāsid Caliphate. The Caliphates of al-Musta'in and al-Mu'tazz, A.D. 862–869/A.H. 248–255. Albany, New York: State University of New York Press. مؤرشف من الأصل في 2019-12-24. {{استشهاد بكتاب}}: تجاهل المحلل الوسيط |الرقم المعياري= لأنه غير معروف، ويقترح استخدام |ردمك= (مساعدة)
- Treadgold، Warren (1997). A History of the Byzantine State and Society. Stanford, California: Stanford University Press. مؤرشف من الأصل في 2020-06-04. {{استشهاد بكتاب}}: تجاهل المحلل الوسيط |الرقم المعياري= لأنه غير معروف، ويقترح استخدام |ردمك= (مساعدة)
- Whittow، Mark (1996). The Making of Byzantium, 600–1025. Berkeley and Los Angeles, CA: University of California Press. مؤرشف من الأصل في 2019-08-18. {{استشهاد بكتاب}}: تجاهل المحلل الوسيط |الرقم المعياري= لأنه غير معروف، ويقترح استخدام |ردمك= (مساعدة)

## وصلات خارجية
- ذكر لعمر الأقطع في كتاب البداية والنهاية على ويكي مصدر.

| سبقه - | أمير ملطية 830م - 863 | تبعه أبو عبد الله بن عمر الأقطع |